# Grand Prix automobile de Boulogne

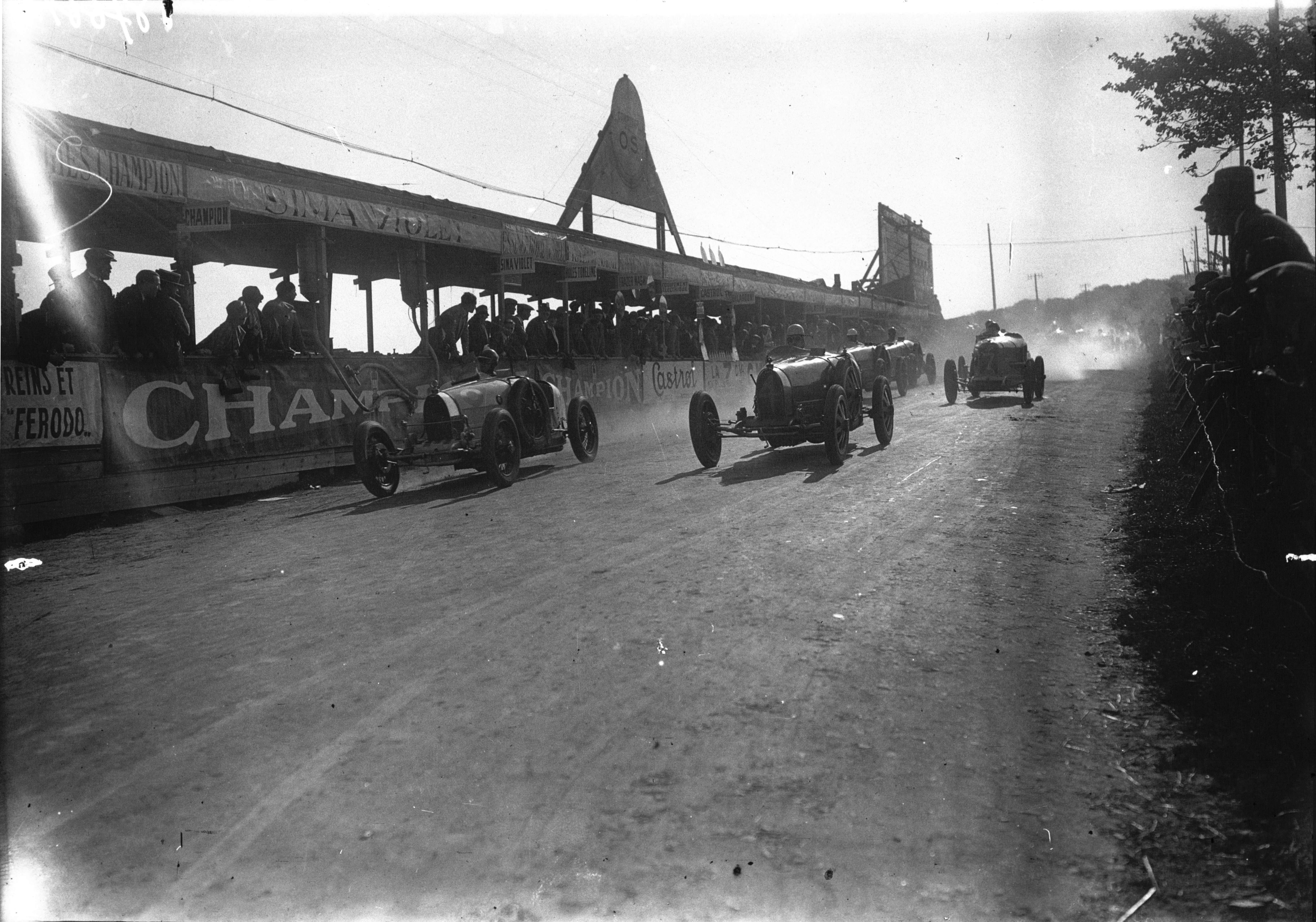
Le Circuit de Boulogne en 1926.

Le Grand Prix automobile de Boulogne est un Grand Prix organisé à huit reprises durant les années 1920, sur le Circuit de Boulogne-sur-Mer.

## Histoire

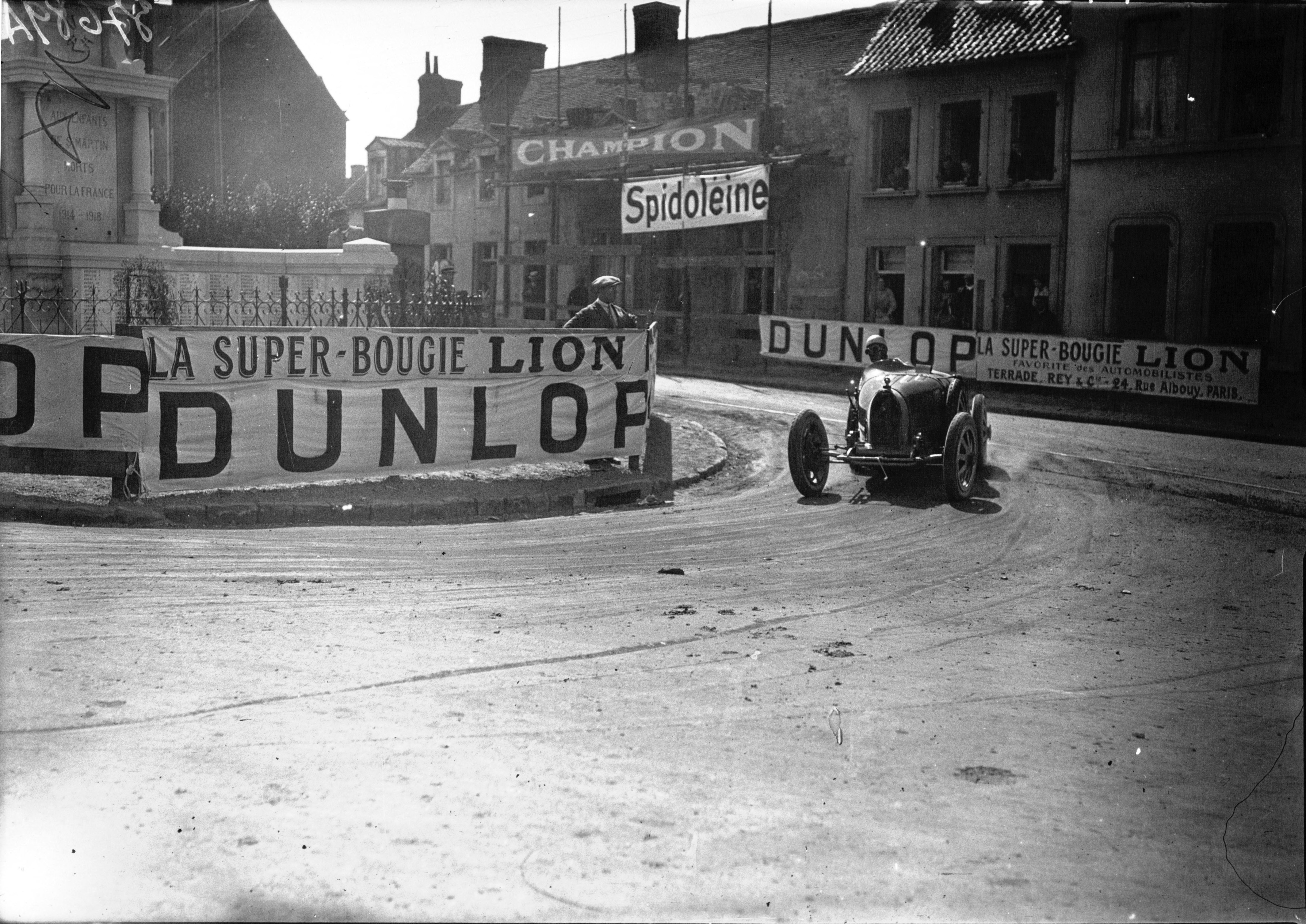
George Eyston en 1926…

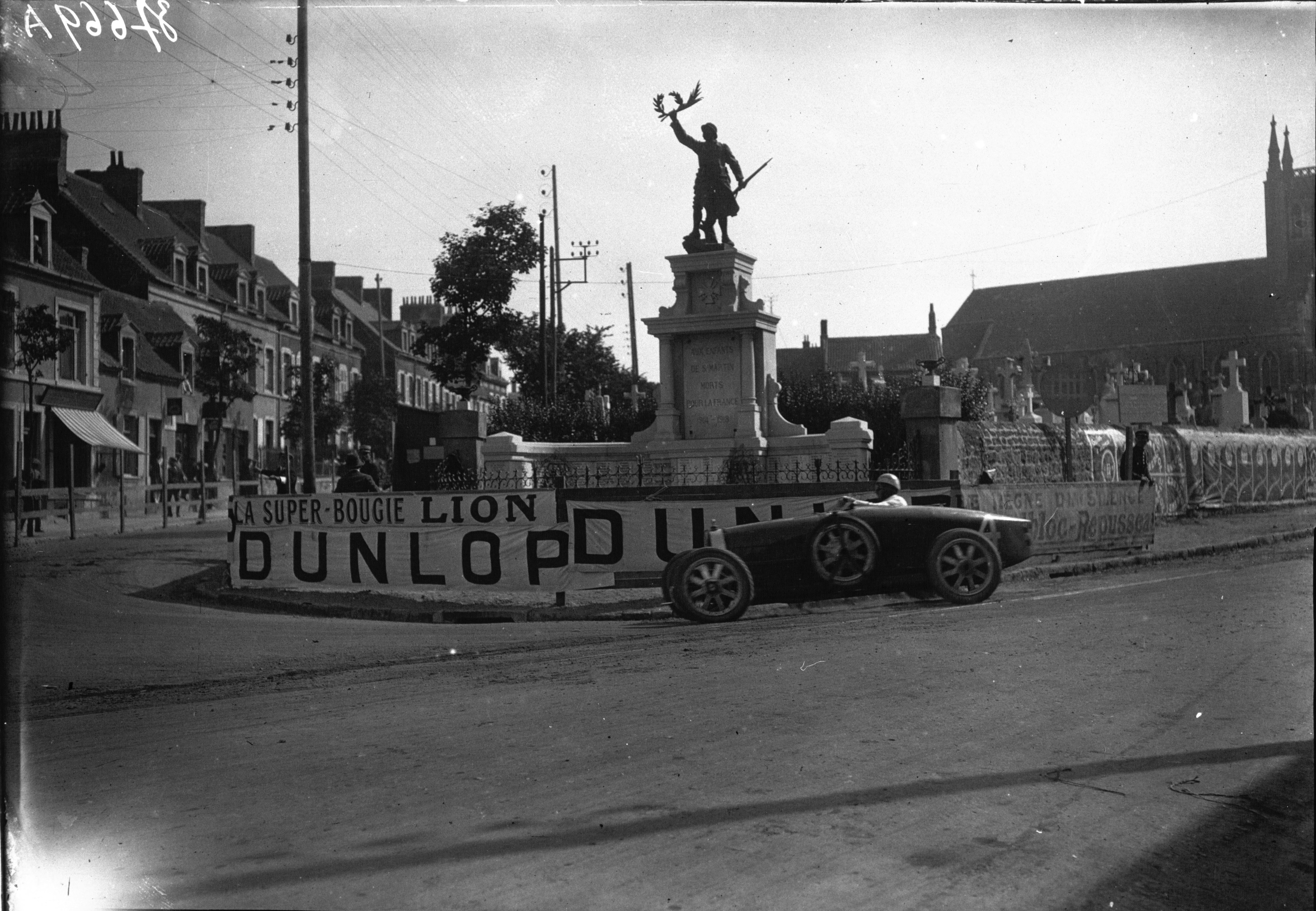
… durant le Grand Prix…

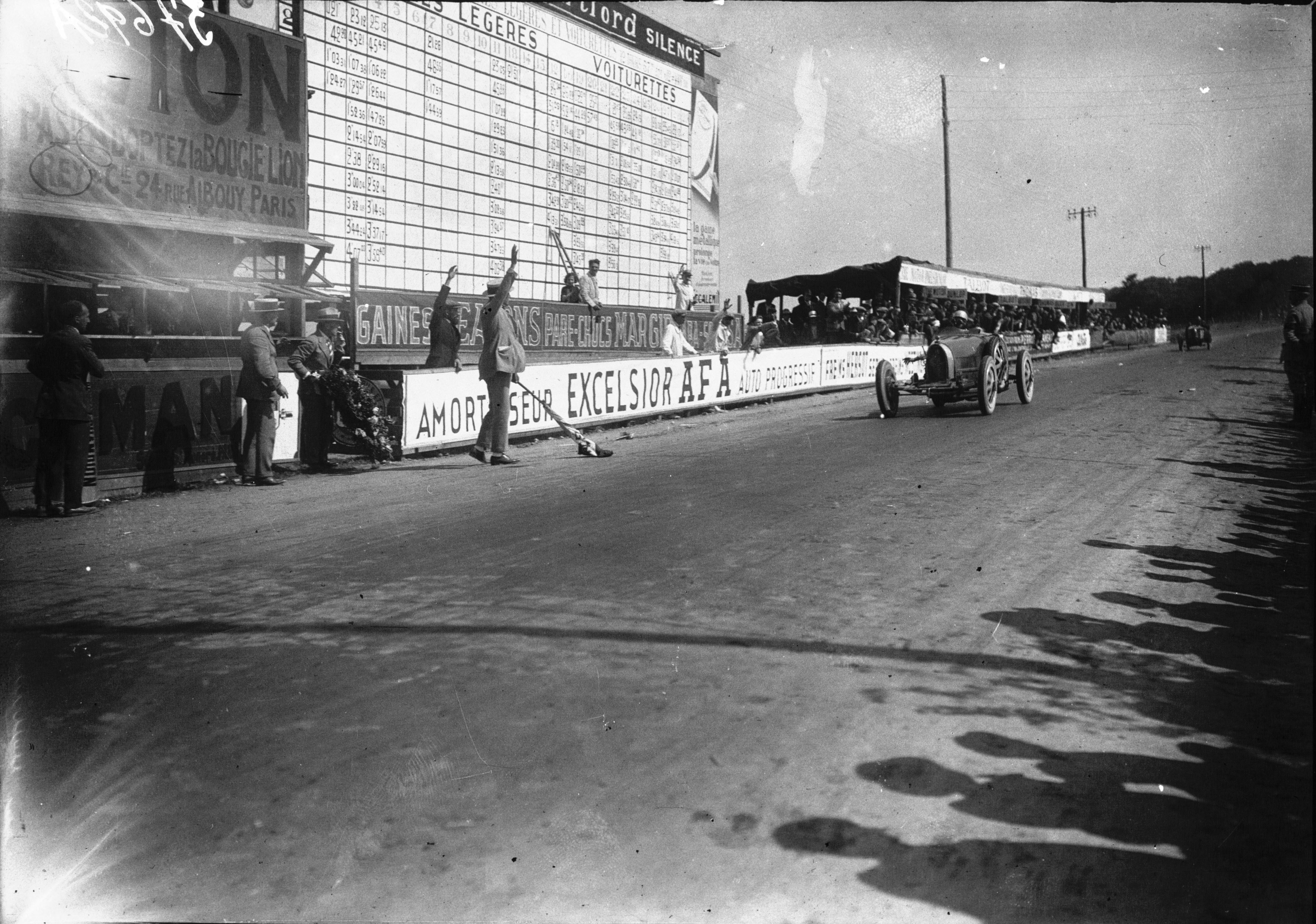
… et à l'arrivée (victorieux sur T39 Formula libre - vue prise devant le panneau réservé aux voiturettes).

Le circuit de Boulogne est long de 37,37 kilomètres en règle générale et l'épreuve (durant 12 tours) consiste à couvrir le plus souvent 448,50 kilomètres.
La première édition comporte le même jour deux courses séparées, les voiturettes parcourant 485,9 kilomètres et les cyclecars 448,5 (soit 1 tour de différence).
Ces deux catégories se mélangent de 1922 à 1924, année où seulement 10 tours sont accomplis du fait des conditions météorologiques. En 1925 seules les voiturettes sont admises, puis en 1926 et 1927 Formula libre et voitures plus légères ou cyclecars sont mélangés dans la même épreuve: en 1927 les Grand Prix de Boulogne et de l'UMF sont simultanément courus.
En 1928 seuls les voiturettes et les cyclecars s'affrontent.
Tous ces Grand Prix se disputent sur le circuit la même année que la Coupe Georges Boillot, elle destinée à des voitures de Grand Tourisme. Une Coupe des Voiturettes spécifique y est aussi attribuée de 1921 à 1924.
Il est à noter que quatre pilotes britanniques remportèrent six éditions de cette épreuve sur trois marques de voitures françaises.

## Palmarès
| Année | Vainqueur                  | Voiture          |
| ----- | -------------------------- | ---------------- |
| 1921  | Joseph Collomb             | Corre La Licorne |
| 1922  | Lucien Desvaux             | Salmson VAL      |
| 1923  | Henry Segrave              | Talbot 70        |
| 1924  | Bertram « Bunny » Marshall | Bugatti Type 22  |
| 1925  | Bertram « Bunny » Marshall | Bugatti Type 22  |
| 1926  | George Eyston              | Bugatti Type 39  |
| 1927  | Malcolm Campbell           | Bugatti Type 39A |
| 1928  | Malcolm Campbell           | Delage 15S8      |

(en gris les saisons avec Formula libre)